# Ross-River-Southern-Lakes
Circonscription électorale territoriale du Canada
Ross-River-Southern-Lakes est une ancienne circonscription électorale territoriale du Yukon au (Canada). La circonscription a élu un député de l'Assemblée législative du Yukon de 1992 à 2002.
À l'élection de 2002, la circonscription a été divisée en Pelly-Nisutlin et Lac Southern.

## Liste des députés
|  | 1992 - 1996 | Willard Phelps   | Alliance de l'indépendant |
|  | 1996 - 2000 | Dave Keenan (en) | NPD                       |
|  | 2000 - 2002 | Dave Keenan (en) | NPD                       |